# 目上
| ウィキペディアには「目上」という見出しの百科事典記事はありません（タイトルに「目上」を含むページの一覧/「目上」で始まるページの一覧）。 代わりにウィクショナリーのページ「目上」が役に立つかもしれません。 |